# Julien Colonna
Julien Colonna, nascut el 6 de gener de 1982 a Còrsega, és un director i guionista cors. Conegut per  Le Royaume (2024), Confession (2015) i Gloria (2021).

## Biografia
Nascut i criat a Còrsega, Julien Colonna és fill de Jean-Jérôme Colonna, presumpte padrí de Còrsega del Sud, que va morir en un accident de cotxe l'any 2006. El seu primer llargmetratge, Le Royaume (2024) s'inspira en la seva infantesa “Aquesta pel·lícula està inspirada en la relació que vaig tenir amb el meu pare […] però és una pel·lícula de ficció.
Primer va cursar un Màster en Ciències Socials a la Paris-IX Dauphine, després va estudiar guió i direcció.
Julien Colonna va començar la seva carrera dirigint diversos curtmetratges, entre ells "Confession" (2015), filmat als barris marginals de Bangkok. Aquesta pel·lícula li va valer nominacions i premis a més de 30 festivals d'arreu del món.
També ha treballat a l'estranger, sobretot en curtmetratges del sector comercial, fet que el va portar a col·laborar amb celebritats com Hugh Jackman.

## Nominacions i seleccions

### Le Royaume
- Un Certain Regard (2024).
- César a la millor primera pel·lícula (2025).
- Premi Claude Chabrol al Reims Polar 2025.[5]